# Пінчук Людмила Борисівна
Людмила Борисівна Пінчук (до шлюбу Столярова; 15 червня 1930, Київ — 23 травня 2012, Київ) — українська науковиця-радіобіологиня, гематологиня. Доктор медичних наук (1970), професор. Авторка першого в Україні підручника з медичної радіології. Вперше в Україні застосувала гемосорбційну детоксикацію у поєднанні з інтенсивною трансфузійною терапією при гострій променевій хворобі.
Майже 30 років — наукова співробітниця Київського науково-дослідного інституту гематології та переливання крові, завідувачка лабораторії радіології (1959—1987). Останні 18 років роботи віддала Інституту ядерних досліджень НАН України (1987—2005). Авторка понад 150 наукових робіт, зокрема, кількох авторських свідоцтв на винаходи. Лауреатка Державної премії УРСР в галузі науки і техніки (1981).

## Життєпис
Народилась 15 червня 1930-го року у Києві. Мати — багаторічна бібліотекарка Інституту фізіології імені О. О. Богомольця АН УРСР Тамара Столярова-Цалікі.
В 11-річному віці пережила окупацію Києва німецькими військами, разом з матір'ю була евакуйована до невеликого села поблизу Омська.
У 1954-му році закінчила Київський медичний інститут, одна з перших учениць професора Ростислава Кавецького. Впродовж п'яти років працювала асистенткою кафедри медичної радіології та рентгенології, де брала участь у перших радіобіологічних дослідженнях з вивчення впливу малих доз іонізуючого випромінювання на організм людини.
З 1959-го року — наукова співробітниця Київського науково-дослідного інституту гематології та переливання крові, пізніше — завідувачка лабораторії радіології.
У 1964-му році здобула науковий ступінь кандидата медичних наук, захистивши дисертацію на тему «Распределение пересаженного костного мозга в организме животного-реципиента в норме и при некоторых гипопластических состояниях кроветворения».
У 1970-му році здобула науковий ступінь доктора медичних наук, захистивши дисертацію на тему «Радиоизотопные методы исследования в гематологии и трансфузиологии».
У 1980-х роках вперше в Україні застосувала гемосорбційну детоксикацію у поєднанні з інтенсивною трансфузійною терапією при гострій променевій хворобі. Розробила нову тактику лікування цитостатичної хвороби при гострому лейкозі.
У 1981-му році нагороджена Державною премією УРСР в галузі науки і техніки «за цикл робіт із застосування методу гемосорбції у лікуванні гострої променевої хвороби».
З 1987-го року — провідна наукова співробітниця лабораторії радіаційно-гігієнічних оцінок Інституту ядерних досліджень НАН України, голова секції Вченої ради з радіоекології та радіобіології. Після Чорнобильської катастрофи брала участь у проведенні екстракорпоральної гемосорбції у перших хворих на гострий лейкоз, досліджувала біологічні ефекти малих доз іонізуючого випромінювання, їх канцерогенну небезпеку.

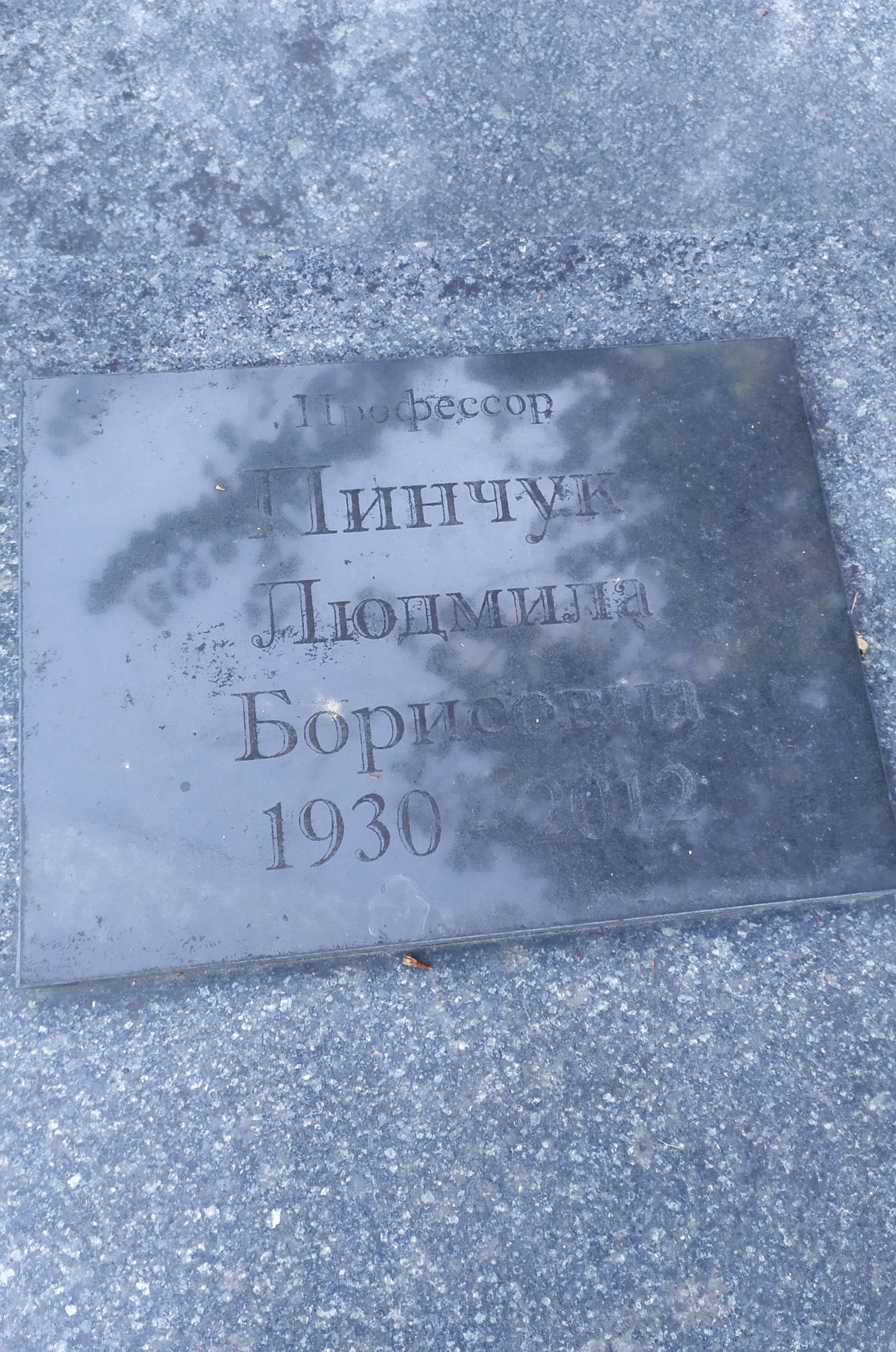
Могила Людмили Пінчук, Байкове кладовище

Авторка понад 150 наукових робіт, зокрема, декількох авторських свідоцтв на винаходи. Член Вченої медичної ради Міністерства охорони здоров'я УРСР, член редакційної колегії «Збірника наукових праць Інституту ядерних досліджень». Наукова керівниця та педагог близько 10 докторів та кандидатів наук, зокрема, Наталії Родіонової, Віталія Масленного тощо.
У 2005-му році вийшла на пенсію. В останні роки життя хворіла, пережила два інсульти. Померла 23 травня 2012-го року від третього інсульту та гострого панкреатиту. Похована разом з чоловіком на Байковому кладовищі (ділянка № 49а, 50°24′59.60″ пн. ш. 30°30′5.3″ сх. д. / 50.4165556° пн. ш. 30.501472° сх. д.).

### Родина
- Чоловік — онколог, доктор медичних наук Вадим Пінчук (1930—1996).
  - Син — біолог, емігрант до США, професор Жіночого університету Міссісіпі Георгій Пінчук (англ. George V. Pinchuk; 1957—2021).
  - Свекор — політик, міністр освіти УРСР Григорій Пінчук (1904—1992).

## Науковий доробок (частковий)
- «Ранние изменения в периферической крови при внутривенном введении бета- и гамма- излучателей» / Столярова-Пинчук Л. Б.; Труды II съезда онкологов и III съезда рентгенологов и радиологов УССР 18-24 июня 1956 г. К., 1959. С. 223—225
- «Распределение пересаженного костного мозга в организме животного-реципиента в норме и при некоторых гипопластических состояниях кроветворения»: диссертация на соискание ученой степени кандидата медицинских наук / Киевский мед. ин-т им. А. А. Богомольца. — Киев: [б. и.], 1964.
- «Радиоизотопные методы исследования в гематологии и трансфузиологии»: диссертация на соискание ученой степени доктора медицинских наук. (14.769) / Киевский науч.-исслед. ин-т эксперим. и клинич. онкологии МЗ УССР. — Киев: [б. и.], 1970.
- «О патогенезе острой лучевой болезни» / Пинчук Л. Б., Яралова П. В.; Экспериментальная и клиническая радиология. Выпуск 11. К., 1975. С. 9-12
- «Про нові можливості застосування вуглецевих гемосорбентів» / Кавецький Р. Є., Ніколаєв В. Г., Терехов М. Т., Уманський М. О., Пінчук Л. Б., Петренко С. В. Доповіді АН УРСР. Серія Б. 1977. № 8, с. 725—728.
- «Устранение токсического фактора при остром лейкозе как один из возможных путей воздействия на кинетику стволовой клетки». / Пинчук Л. Б., Уманский М. А., Терехов Н. Т., Романова А. Ф., Николаев В. Г.; В кн.: Роль стволовых клеток в лейкозо- и канцерогенезе. Тезисы симпозиума. К., 1977. С. 86-88
- «Синдром эндогенной интоксикации» / М. А. Уманский, Л. Б. Пинчук, В. Г. Пинчук. — Киев: Наук. думка, 1979. — 201 с. : ил., 6 л. ил.
- «Влияние ранней интенсивной дезинтоксикационной терапии на состояние костномозгового кроветворения при остром лучевом поражении в эксперименте» / Риттер Н. К., Пинчук Л. Б., Братусь Г. Г.; В кн.: Восстановительные и компенсаторные процессы при лучевом поражении. Тезисы докладов VIII Всесоюзной научной конфернции ноябрь 1982 г. Л., 1982. С. 214—215
- «Гемосорбция при лечении острой лучевой болезни» / К. С. Терновой, Л. Б. Пинчук, В. Г. Николаев [и др.] ; под ред. академика АН УССР К. С. Тернового ; АН УССР, Министерство здравоохранения УССР, Межведомственный научный совет по проблеме «Гемосорбция». — Киев: Наукова думка, 1983. — 184, [2] с. : ил., табл.
- «Радиационные эффекты при облучении культуры L-клеток высокоэнергетическими нейтронами, полученными на циклотроне У-240» / Ю. Ф. Катаевский, Г. И. Лавренчук, Я. И. Серкиз, Л. Б. Пинчук. — Киев: ИЯИ, 1989. — 10,[1] с. : ил.; 20 см.
- «Гематологические показатели и электрические свойства лимфоцитов облученных животных» / И. Ю. Никитина, Н. К. Родионова, Л. Б. Пинчук и др. — Киев: ИЯИ, Б. г. (1992). — 11,[1] с. : граф.
- «Радиобиологические аспекты аварии на Чернобыльской АЭС» / Я. И. Серкиз, В. Г. Пинчук, Л. Б. Пинчук, Н. А. Дружина, Г. Г. Пухова; К.: Наук. думка, 1992
- «Костномозговое кроветворение: изучение на протяжении 10 лет после аварии на ЧАЭС» // Л. Б. Пинчук, Н. К. Родионова, А. И. Липская, Д. Ф. Глузман; Экспериментальная онкология, 1996, т. 18, № 2, — С. 109—119.